# Gastrodia boninensis
Gastrodia boninensis là một loài thực vật có hoa trong họ Lan. Loài này được Tuyama mô tả khoa học đầu tiên năm 1939.